# У Шуде
У Шуде (18 вересня 1959) — китайський важкоатлет.
Олімпійський чемпіон 1984 року в категорії 56 кг.